# Mistrzostwa Czterech Narodów w Łyżwiarstwie Figurowym 2021
Mistrzostwa Czterech Narodów w Łyżwiarstwie Figurowym 2021 – zawody łyżwiarstwa figurowego dla reprezentantów państw Grupy Wyszehradzkiej (Czechy, Polska, Słowacja, Węgry). Zawody rozgrywano od 10 do 12 grudnia 2020 roku w Hali Widowiskowo-Sportowej im. Cieszyńskich Olimpijczyków w Cieszynie.
Kolejność miejsc zajmowanych przez reprezentantów danego kraju w każdej z konkurencji determinowała wyniki końcowe ich mistrzostw krajowych (2021) w kategorii seniorów oraz w konkurencji par sportowych i tanecznych w kategorii juniorów. Do zawodów nie przystąpił żaden reprezentant Węgier.
Wśród solistów triumfował Czech Jiří Bělohradský, zaś w konkurencji solistek reprezentantka Polski Jekatierina Kurakowa. W parach sportowych zwyciężyli jedyni zawodnicy w tej konkurencji, reprezentanci Czech Jelizawieta Żuk i Martin Bidař, zaś w parach tanecznych reprezentanci Polski Natalia Kaliszek i Maksym Spodyriew. 

## Terminarz
| Data       | Godzina   | Kategoria | Konkurencja   | Segment          |
| ---------- | --------- | --------- | ------------- | ---------------- |
| 11 grudnia | 14:00 CET | Junior    | Pary sportowe | Program krótki   |
| 11 grudnia | 14:20 CET | Senior    | Pary sportowe | Program krótki   |
| 11 grudnia | 14:55 CET | Senior    | Soliści       | Program krótki   |
| 11 grudnia | 17:35 CET | Junior    | Pary taneczne | Taniec rytmiczny |
| 11 grudnia | 18:20 CET | Senior    | Pary taneczne | Taniec rytmiczny |
| 11 grudnia | 19:05 CET | Senior    | Solistki      | Program krótki   |
| 12 grudnia | 14:00 CET | Junior    | Pary sportowe | Program dowolny  |
| 12 grudnia | 14:20 CET | Senior    | Pary sportowe | Program dowolny  |
| 12 grudnia | 14:50 CET | Senior    | Soliści       | Program dowolny  |
| 12 grudnia | 17:10 CET | Junior    | Pary taneczne | Taniec dowolny   |
| 12 grudnia | 18:00 CET | Senior    | Pary taneczne | Taniec dowolny   |
| 12 grudnia | 18:40 CET | Senior    | Solistki      | Program dowolny  |

## Wyniki

### Kategoria seniorów

#### Soliści
| Poz. | Zawodnik          | Nota łączna | SP | SP    | FS | FS     |
| ---- | ----------------- | ----------- | -- | ----- | -- | ------ |
| 1    | Jiří Bělohradský  | 193,67      | 1  | 69,45 | 1  | 124,22 |
| 2    | Kornel Witkowski  | 169,60      | 3  | 61,19 | 2  | 108,41 |
| 3    | Łukasz Kędzierski | 165,87      | 2  | 61,46 | 4  | 104,41 |
| 4    | Miłosz Witkowski  | 159,06      | 4  | 52,32 | 3  | 106,74 |
| 5    | Georgii Reshtenko | 150,96      | 5  | 47,08 | 5  | 103,88 |
| 6    | Piotr Wiśniewski  | 116,38      | 6  | 40,54 | 6  | 75,84  |
| 7    | Marco Klepoch     | 113,57      | 7  | 40,22 | 7  | 73,35  |
| 8    | Ludwik Piksa      | 88,85       | 8  | 23,60 | 8  | 65,25  |

#### Solistki
| Poz. | Zawodniczka                | Nota łączna | SP | SP    | FS | FS     |
| ---- | -------------------------- | ----------- | -- | ----- | -- | ------ |
| 1    | Jekatierina Kurakowa       | 178,54      | 1  | 57,64 | 1  | 120,90 |
| 2    | Eliška Březinová           | 146,84      | 5  | 46,84 | 2  | 100,00 |
| 3    | Nikola Rychtaříková        | 138,25      | 3  | 49,01 | 3  | 89,24  |
| 4    | Elżbieta Gabryszak         | 127,05      | 4  | 48,33 | 5  | 78,72  |
| 5    | Nicole Rajičová            | 124,85      | 2  | 52,55 | 9  | 72,30  |
| 6    | Alexandra Michaela Filcová | 120,27      | 10 | 36,72 | 4  | 83,55  |
| 7    | Natalia Lerka              | 115,60      | 7  | 40,80 | 6  | 74,80  |
| 8    | Ema Doboszová              | 112,63      | 6  | 41,86 | 11 | 70,77  |
| 9    | Agnieszka Rejment          | 108,52      | 8  | 37,89 | 12 | 70,63  |
| 10   | Karolina Białas            | 108,48      | 11 | 35,53 | 8  | 72,95  |
| 11   | Laura Szczęsna             | 106,65      | 13 | 33,02 | 7  | 73,63  |
| 12   | Aleksandra Rudolf          | 101,70      | 12 | 35,19 | 13 | 66,51  |
| 13   | Oluša Gajdošová            | 101,61      | 17 | 30,79 | 10 | 70,82  |
| 14   | Martyna Grocholska         | 97,99       | 9  | 36,74 | 17 | 61,25  |
| 15   | Dominika Motlochova        | 96,65       | 14 | 32,27 | 15 | 64,38  |
| 16   | Amelia Konik               | 95,00       | 18 | 29,30 | 14 | 65,70  |
| 17   | Nicola Adamczyk            | 94,33       | 15 | 31,32 | 16 | 63,01  |
| 18   | Claudia Mifkovičová        | 84,47       | 16 | 30,87 | 18 | 53,60  |

#### Pary sportowe
| Poz. | Zawodnicy                      | Nota łączna | SP | SP    | FS  | FS    |
| ---- | ------------------------------ | ----------- | -- | ----- | --- | ----- |
| 1    | Jelizawieta Żuk / Martin Bidař | 143,50      | 1  | 55,83 | 1   | 87,67 |
| WD   | Anna Hernik / Michał Woźniak   | DNS         | 2  | 38,02 | DNS | DNS   |

#### Pary taneczne
| Poz. | Zawodnicy                                  | Nota łączna | RD | RD    | FD | FD     |
| ---- | ------------------------------------------ | ----------- | -- | ----- | -- | ------ |
| 1    | Natalia Kaliszek / Maksym Spodyriew        | 181,98      | 1  | 77,04 | 1  | 104,94 |
| 2    | Anastasija Polibina / Pawieł Gołowisznikow | 157,84      | 2  | 61,90 | 2  | 95,94  |

### Kategoria juniorów

#### Pary sportowe
| Poz. | Zawodnicy                          | Nota łączna | SP | SP    | FS | FS    |
| ---- | ---------------------------------- | ----------- | -- | ----- | -- | ----- |
| 1    | Barbora Kuciánová / Lukáš Vochozka | 112,33      | 1  | 43,73 | 1  | 68,60 |
| 2    | Margareta Mušková / Oliver Kubačák | 97,10       | 2  | 38,41 | 2  | 58,69 |

#### Pary taneczne
| Poz. | Zawodnicy                        | Nota łączna | RD | RD    | FD | FD    |
| ---- | -------------------------------- | ----------- | -- | ----- | -- | ----- |
| 1    | Denisa Cimlová / Vilém Hlavsa    | 148,93      | 1  | 58,96 | 1  | 89,97 |
| 2    | Arina Klimowa / Filip Bojanowski | 127,50      | 2  | 52,47 | 2  | 75,03 |
| 3    | Sofiia Dovhal / Wiktor Kulesza   | 118,37      | 3  | 43,55 | 3  | 74,82 |
| 4    | Adéla Pejchová / Filip Mencl     | 106,12      | 4  | 43,06 | 4  | 63,06 |
| 5    | Barbora Zelená / Jáchym Novák    | 100,32      | 5  | 41,43 | 5  | 58,89 |

## Wyniki – online
Ze względu na hybrydowy charakter zawodów o mistrzostwo krajowe, część zawodników mogła wziąć udział w zawodach online. Ich wyniki były wliczane tylko w klasyfikację mistrzostw poszczególnych państw, a nie w klasyfikację końcową mistrzostw czterech narodów.

### Kategoria seniorów

#### Soliści
| Zawodnik       | Nota łączna | SP    | FS     |
| -------------- | ----------- | ----- | ------ |
| Michal Březina | 221,52      | 81,03 | 140,49 |

#### Pary taneczne
| Zawodnicy                            | Nota łączna | RD    | FD    |
| ------------------------------------ | ----------- | ----- | ----- |
| Jenna Hertenstein / Damian Binkowski | 136,88      | 51,82 | 85,06 |

### Kategoria juniorów

#### Pary taneczne
| Zawodnicy                     | Nota łączna | RD    | FD    |
| ----------------------------- | ----------- | ----- | ----- |
| Olivia Oliver / Joshua Andari | 129,98      | 51,67 | 78,31 |

## Medaliści mistrzostw krajowych
W klasyfikacji mistrzostw krajowych uwzględnieni zostali zawodnicy, którzy wzięli udział w zawodach przeprowadzonych online (ze względu na pandemię COVID-19). Dotyczyło to zawodników, którzy trenowali w innych państwach i nie byli w stanie podróżować ze względu na restrykcje w ruchu międzynarodowym.

### Kategoria seniorów
| Państwo  | Konkurencja   | Złoto                               | Srebro                                     | Brąz                                 |
| -------- | ------------- | ----------------------------------- | ------------------------------------------ | ------------------------------------ |
| Czechy   | Soliści       | Michal Březina                      | Jiří Bělohradský                           | Georgii Reshtenko                    |
| Czechy   | Solistki      | Eliška Březinová                    | Nikola Rychtaříková                        | Ema Doboszová                        |
| Czechy   | Pary sportowe | Jelizawieta Żuk / Martin Bidař      | DNS                                        | DNS                                  |
| Czechy   | Pary taneczne | DNS                                 | DNS                                        | DNS                                  |
| Polska   | Soliści       | Kornel Witkowski                    | Łukasz Kędzierski                          | Miłosz Witkowski                     |
| Polska   | Solistki      | Jekatierina Kurakowa                | Elżbieta Gabryszak                         | Natalia Lerka                        |
| Polska   | Pary sportowe | DNF                                 | DNS                                        | DNS                                  |
| Polska   | Pary taneczne | Natalia Kaliszek / Maksym Spodyriew | Anastasija Polibina / Pawieł Gołowisznikow | Jenna Hertenstein / Damian Binkowski |
| Słowacja | Soliści       | Marco Klepoch                       | DNS                                        | DNS                                  |
| Słowacja | Solistki      | Nicole Rajičová                     | Alexandra Michaela Filcová                 | Claudia Mifkovičová                  |
| Słowacja | Pary sportowe | DNS                                 | DNS                                        | DNS                                  |
| Słowacja | Pary taneczne | DNS                                 | DNS                                        | DNS                                  |

### Kategoria juniorów
| Państwo  | Konkurencja   | Złoto                              | Srebro                           | Brąz                           |
| -------- | ------------- | ---------------------------------- | -------------------------------- | ------------------------------ |
| Czechy   | Pary sportowe | Barbora Kuciánová / Lukáš Vochozka | DNS                              | DNS                            |
| Czechy   | Pary taneczne | Denisa Cimlová / Vilém Hlavsa      | Adéla Pejchová / Filip Mencl     | Barbora Zelená / Jáchym Novák  |
| Polska   | Pary sportowe | DNS                                | DNS                              | DNS                            |
| Polska   | Pary taneczne | Olivia Oliver / Joshua Andari      | Arina Klimowa / Filip Bojanowski | Sofiia Dovhal / Wiktor Kulesza |
| Słowacja | Pary sportowe | DNS                                | DNS                              | DNS                            |
| Słowacja | Pary taneczne | DNS                                | DNS                              | DNS                            |